# منتخب إستونيا لكأس ديفيز
منتخب إستونيا لكأس ديفيز (بالإستونية: Eesti Davis Cupi koondis)‏ هو ممثل إستونيا الرسمي في كرة المضرب في كأس ديفيز.